# Guanina (mineral)
La guanina és un mineral de la classe dels minerals orgànics.

## Característiques
La guanina és un compost orgànic de fórmula química C₅H₅N₅O. Va ser aprovada com a espècie vàlida per l'Associació Mineralògica Internacional l'any 1973, tot i que ja havia estat publicada el 1844. Cristal·litza en el sistema monoclínic. La seva duresa a l'escala de Mohs es troba entre 1 i 2. És un heterocicle aromàtic, un compost orgànic de carboni cíclic amb àtoms addicionals no carbònics); una nucleobase i un component important tant de l'ADN com de l'ARN. El canvi d'espai dels cristalls de guanina a la pell dels camaleons és el responsable del canvi del seu color.

## Formació i jaciments
L'any 1844, Bodo Unger va informar d'un nou material que es creia que era xantina, trobat a les Illes Chincha (Perú). Einbrodt, dos anys més tard, va mostrar que la identificació era incorrecta, i Unger va estar d'acord i va proporcionar una descripció completa corregida, anomenant-la guanina, pel guano on es va trobar. També ha estat descrita a Xile, Mèxic, Sud-àfrica i Austràlia.